# ル・フュイレ
ル・フュイレ （Le Fuilet）は、フランス、ペイ・ド・ラ・ロワール地域圏、メーヌ＝エ＝ロワール県のかつて存在したコミューン。

## 地理
県南西部にあり、ロワール川の南岸にあり、川からは10kmほど離れている · 。
ル・フュイレから最寄の都市は、31km離れたショレ、34km離れたナント、47km離れたアンジェである。
モージュ地方にあり、陶器のビジネスで地元では知られている。ル・フュイレの特徴は、陶器用粘土の採掘地、牧草地、混合農業、ブドウ畑、園芸農業、園芸、数多くの陶器製造業やレンガ製造業である。

## 歴史
アンシャンレジーム時代のル・フュイエは、ナント司教座に含まれる、マルシュ・ダンジュー・エ・ド・ブルターニュ教区（fr）の一部であった。
2014年、モントルヴォー自治体間連合に加盟するコミューンの合併計画が持ち上がった。2015年7月6日、自治体間連合に属する全てのコミューン議会は、合併のうえで新コミューン、モントルヴォー＝シュル＝エヴル（Montrevault-sur-Èvre）が2015年12月15日に誕生することに同意した。公式に県条例で合併を認められたのは2015年10月5日である。

## 人口統計
| 1962年 | 1968年 | 1975年 | 1982年 | 1990年 | 1999年 | 2006年 | 2012年 |
| ------ | ------ | ------ | ------ | ------ | ------ | ------ | ------ |
| 1515   | 1589   | 1652   | 1761   | 1796   | 1809   | 1844   | 1923   |

source=1999年までLdh/EHESS/Cassini、2004年以降INSEE